# Isacia conceptionis
Isacia conceptionis és una espècie de peix pertanyent a la família dels hemúlids i l'única del gènere Isacia.

## Descripció
- Pot arribar a fer 60 cm de llargària màxima i 183 g de pes.[3][4]

## Alimentació
Es nodreix de petits crustacis (com ara, isòpodes i amfípodes), poliquets i algues.

## Hàbitat
És un peix marí, bentopelàgic i de clima subtropical (13°N-34°S) que viu entre 0-50 m de fondària.

## Distribució geogràfica
Es troba al Pacífic sud-oriental: des del Perú fins a Xile. També és present a Nicaragua.

## Observacions
És inofensiu per als humans.